# St. Nicolai (Wittmund)

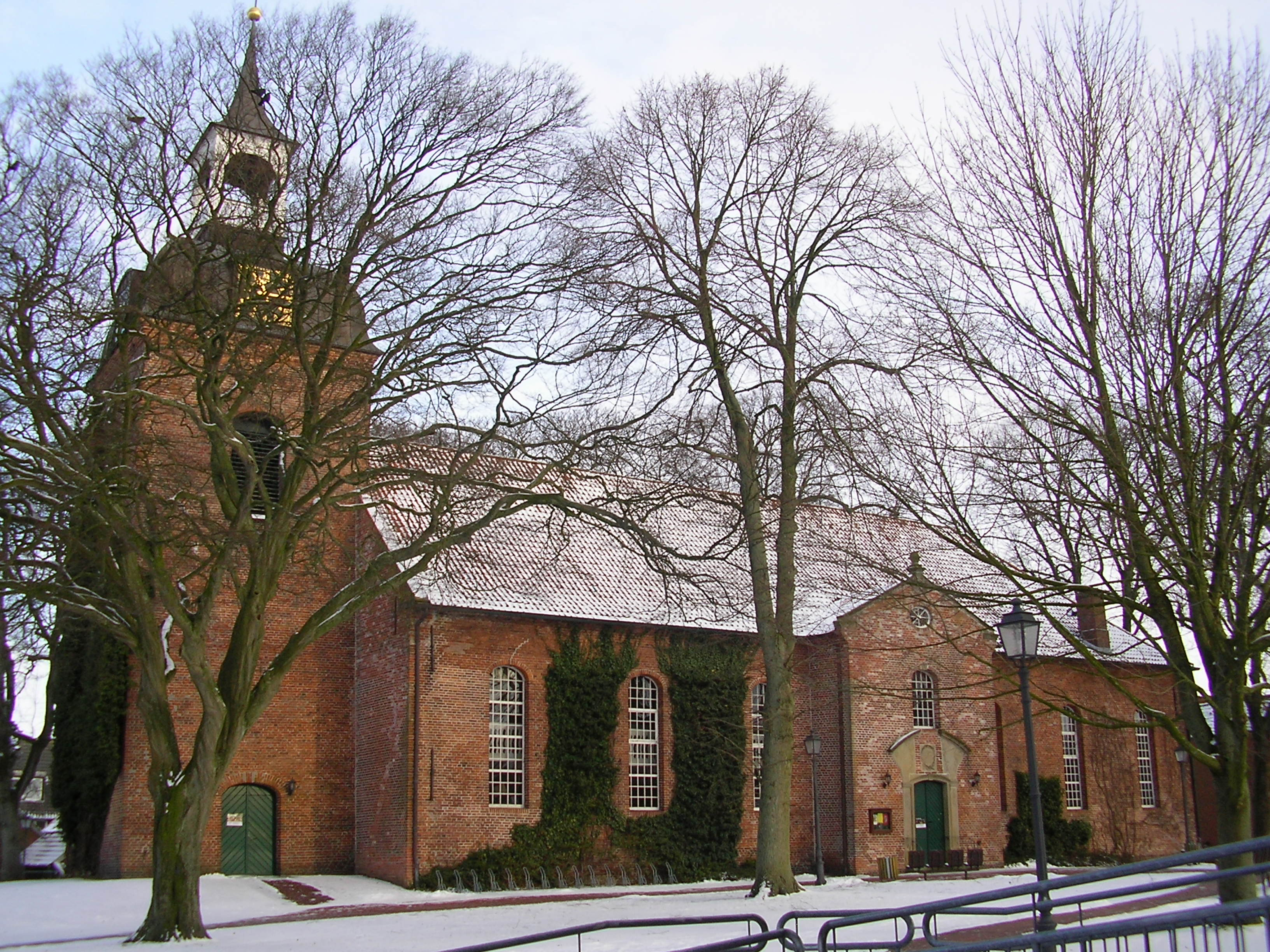
St. Nicolai (Südansicht)

Die St. Nicolaikirche ist eine evangelisch-lutherische Kirche in Wittmund. Die Kirche liegt an zentraler Stelle, gerahmt von den vier Einkaufsstraßen der beinahe quadratischen Fußgängerzone. Sie ist vermutlich bereits die vierte Kirche, die die Bewohner der Stadt und die Mitglieder der Gemeinde an diesem exponierten Platz errichten ließen.

## Geschichte

### Der erste Bau

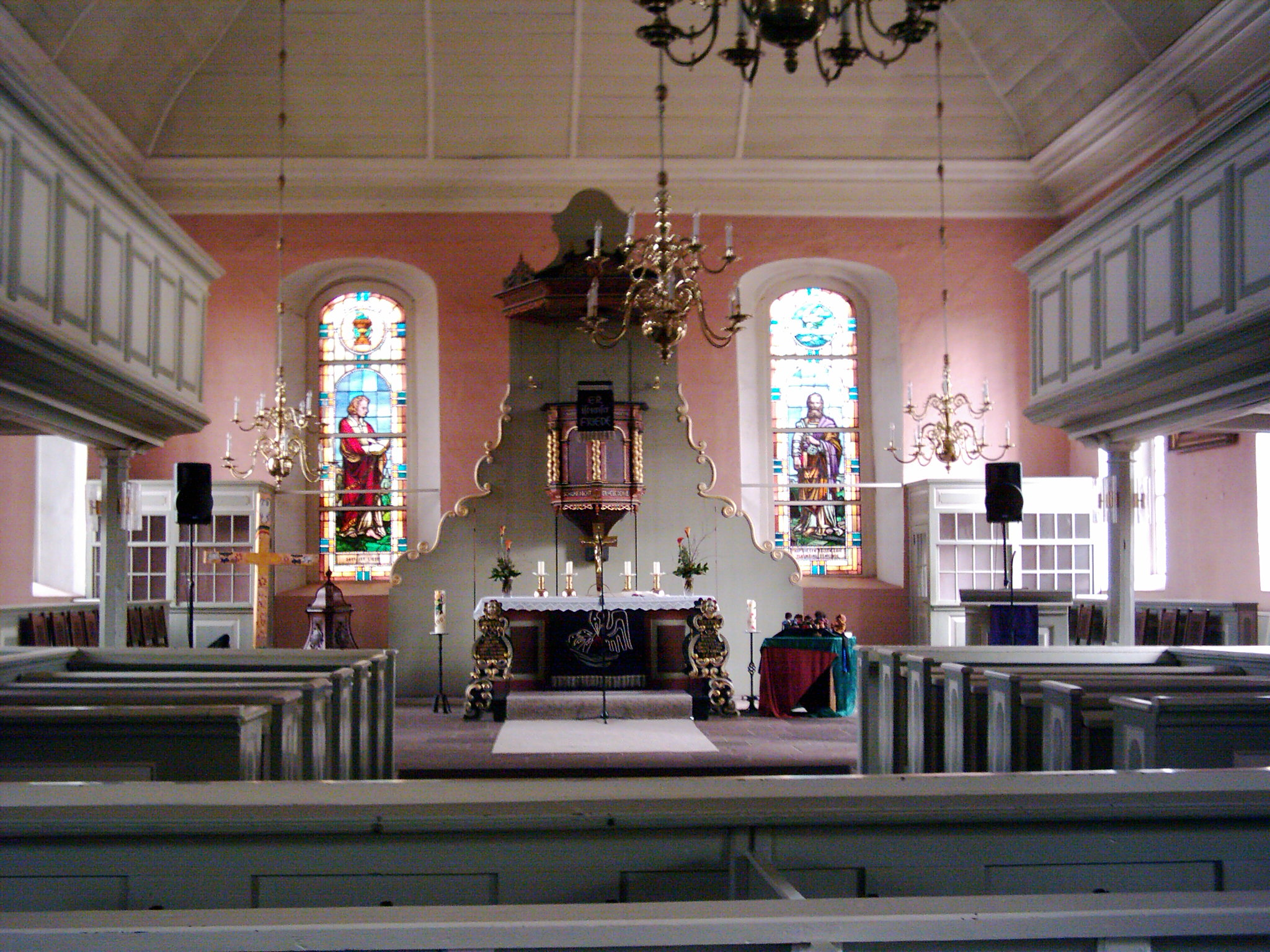
St. Nicolai von Innen mit Blick nach Osten

Wann genau die erste Kirche in der Stadt entstand, lässt sich heute nur noch mutmaßen, da eine solche in keiner bekannten Urkunde erwähnt wird. Es ist jedoch stark anzunehmen, dass etwa im späten achten Jahrhundert bereits ein Gotteshaus in Wittmund errichtet wurde. Nach dem Beginn der Christianisierung ließen die Gaukirchenverbände unter der Herrschaft Karls des Großen in jeder größeren Gemeinde zuerst Sendkirchen und später im elften und zwölften Jahrhundert Filialen errichten, vermutlich also auch in Wittmund. Diese wahrscheinlich früheste Kirche der Stadt war aus Holz gebaut und fiel neben weiteren Häusern und Gebäuden im Jahr 1164 einem Brand zum Opfer, den die mit den Harlingern verfeindeten Oestringer gelegt haben sollen.

### Der zweite Bau
Die älteste Urkunde, in der die nun folgende zweite Kirche genannt wird, stammt von einem Diener des ostfriesischen Häuptlings Tanno Kankena aus dem Jahr 1491. Erwähnt werden darin unter anderem ein Brunnen und eine Mühle im Inneren des Kirchenbaus. Eine solche Nutzung als Wehrkirche war bei mittelalterlichen Gotteshäusern nicht unüblich, dienten die Bauten zu dieser Zeit nicht nur dem Gottesdienst und der Andacht, sondern vor allem auch der Verteidigung. Zu Zeiten Kankenas erfüllte die Wittmunder Kirche, die diesmal nicht aus Holz, sondern aus Stein bestand, jedoch offiziell wieder nur gottesdienstliche Zwecke, hatte doch Sibet Attena bereits 1461 auf dem Gelände des heutigen Schlosswalls eine neue Burg errichten lassen, die nun von den Wittmundern zur Verteidigung genutzt wurde. Diese erste Steinkirche der Stadt wurde allerdings wieder durch ein Feuer zerstört, diesmal im Jahr 1540 während einer Fehde zwischen Balthasar von Esens und Enno II. von Ostfriesland, bei der letzterer starb.

### Der dritte Bau

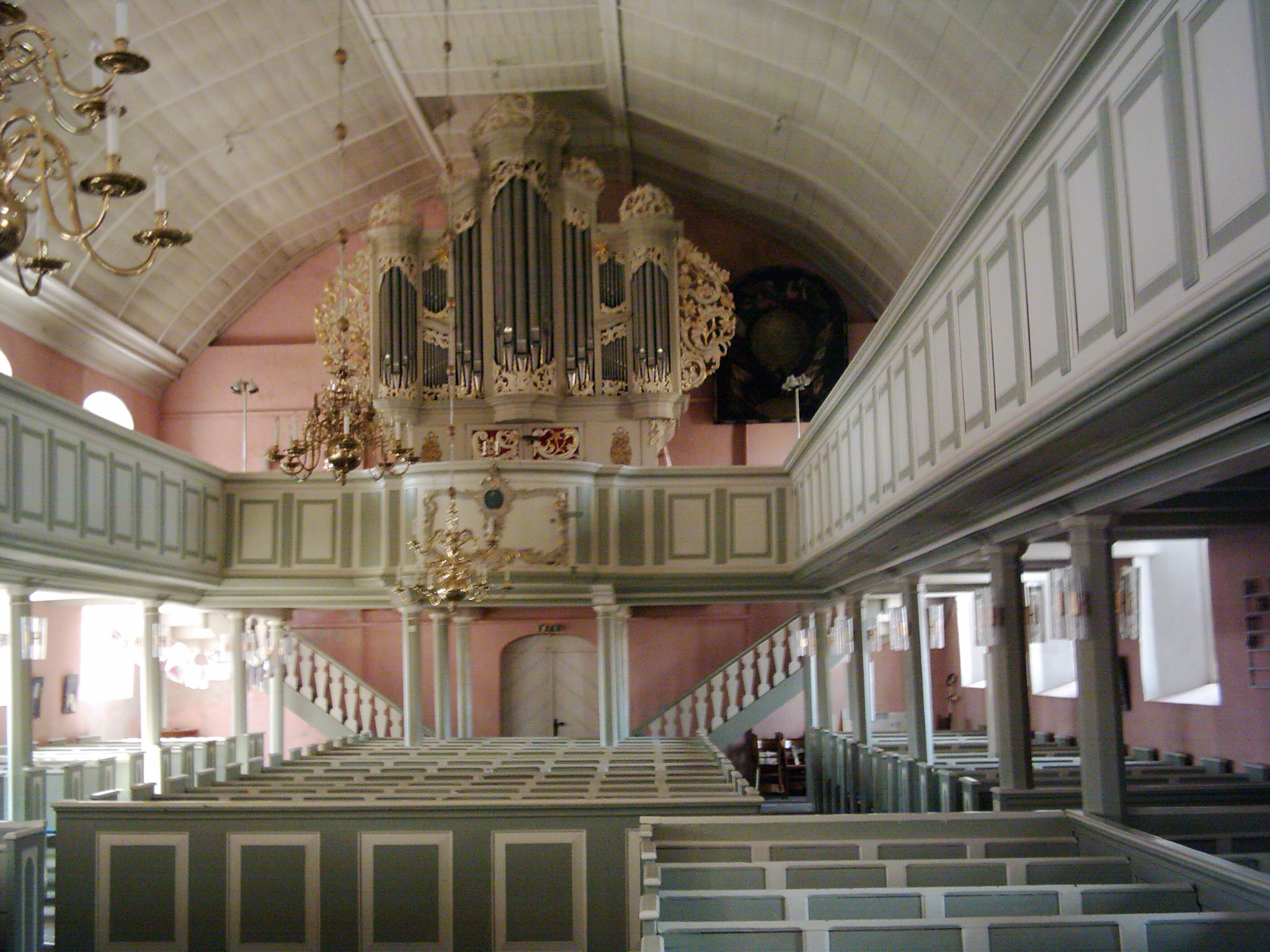
Innenansicht nach Westen

Im Jahr 1541 wurde dann erneut eine Steinkirche gebaut, die nun dem Heiligen Nikolaus, dem Schutzpatron der Seefahrer geweiht war. Dieser Kirchenbau erfüllte über zweihundert Jahre lang seinen Zweck, bis er auf Wunsch der Bevölkerung und wegen Baufälligkeit durch ein neues Gotteshaus ersetzt werden sollte.

### Der vierte Bau: Die heutige Nicolaikirche
Nachdem erkennbar war, dass die alte Nicolaikirche dringend erneuert werden musste, machte man sich Gedanken wegen der Finanzierung. Geplant war zunächst eine Lotterie, aus deren Erlös man den Neubau hätte bezahlen können. Diese Lotterie fand anfangs nur auf regionaler Ebene statt, wegen des schlechten Absatzes im Landkreis weitete sich der Losverkauf jedoch bald auf ganz Deutschland und teilweise sogar auf Dänemark aus. Doch auch hier wurden bei Weitem nicht genug Lose verkauft, um den Bau der Kirche damit zu finanzieren, und so brach man die Lotterie ab. Die Verantwortlichen waren nach diesem Fehlschlag dazu gezwungen, eine Anleihe aufzunehmen, da die alte Nicolaikirche in einem nicht mehr rettbaren Zustand war. Im Jahr 1775 begannen die Bauarbeiten an der neuen Kirche, die dann beinahe ein Jahr später, am 1. Adventssonntag 1776, geweiht wurde.

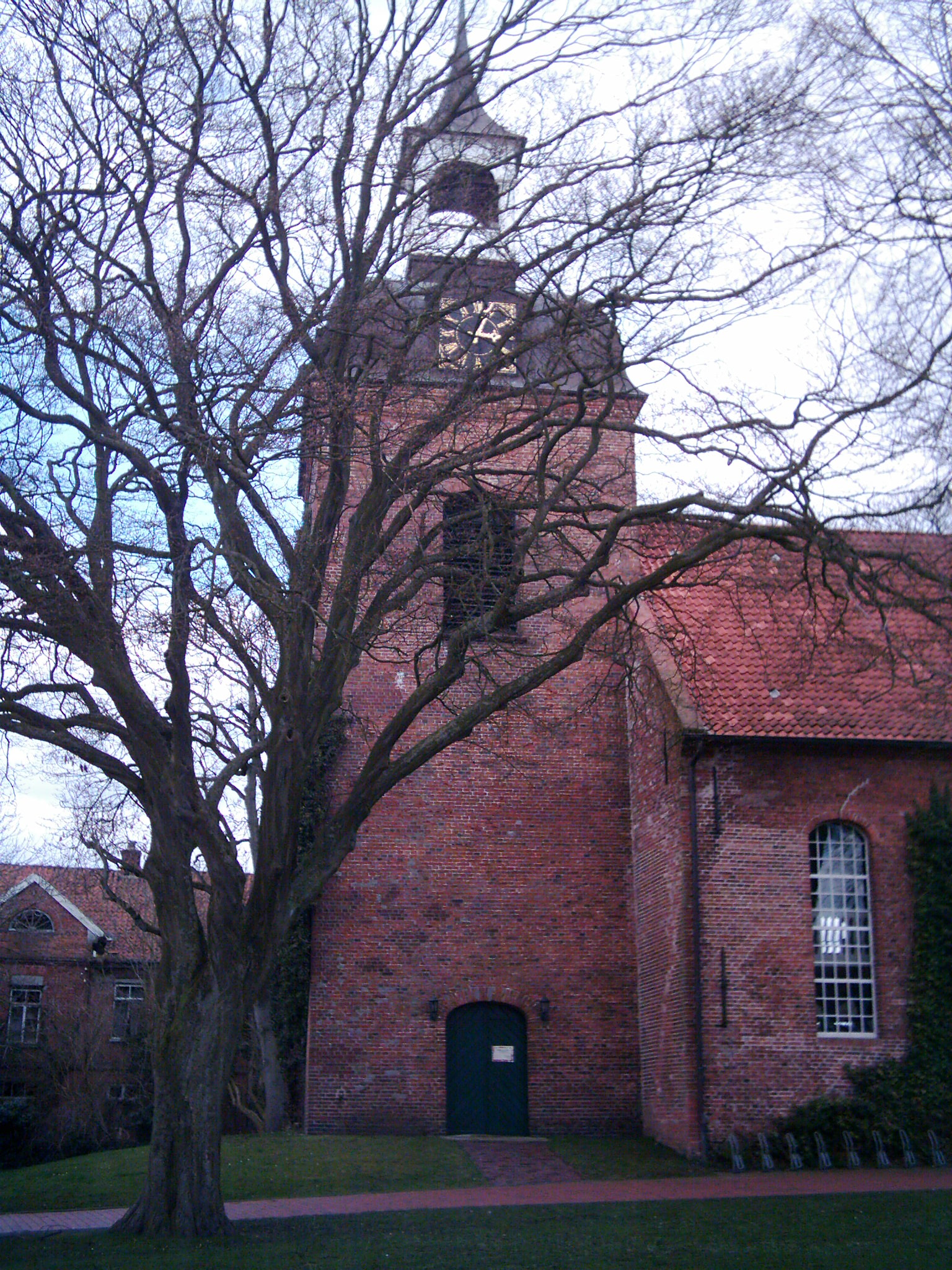
Glockenturm im Westen

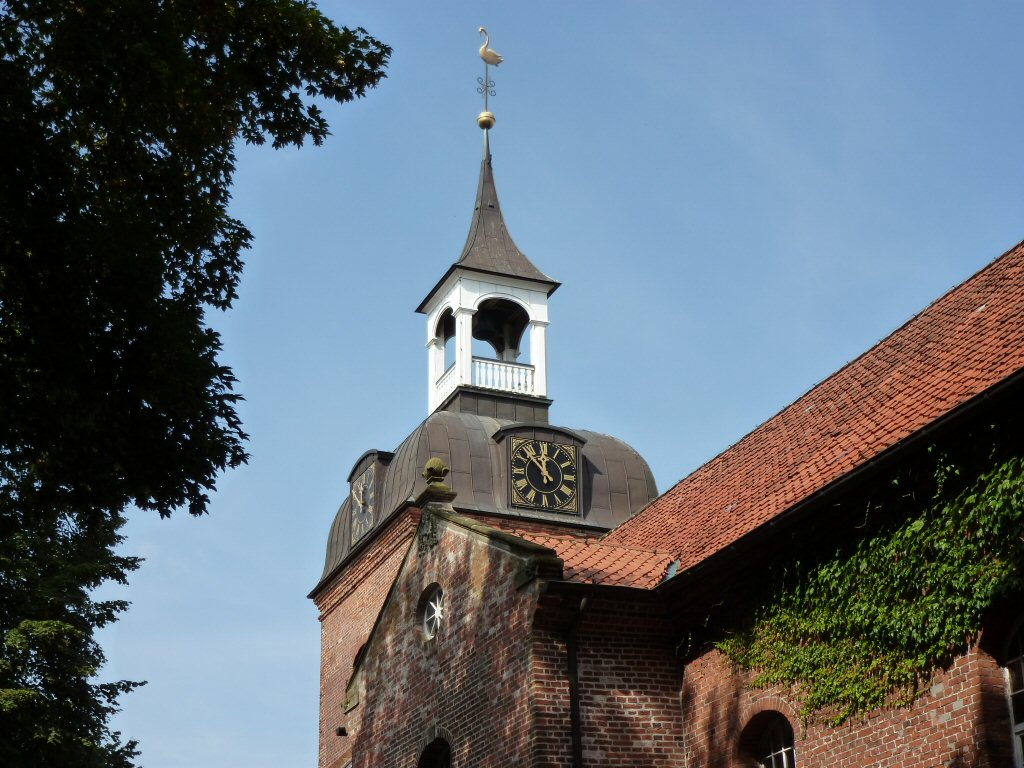
Details Glockenturm

## Baubeschreibung
Die Kirche St. Nicolai ist etwa 41 Meter lang und 13 Meter breit und erscheint äußerlich als schlichter barocker Saalbau, der durch jeweils sechs relativ schmale Rundbogenfenster an den Längsseiten und zwei Schmuckfenster im Osten gegliedert wird. Die Fassade besteht aus rotem Backstein, sogenanntem rotem Klinker, der typisch ist für die ostfriesische bzw. friesische Region. Das spitze Satteldach misst etwa eine Höhe von 20 Metern und ist mit ebenfalls roten Dachziegeln gedeckt.
Dem kantigen und etwas wuchtig erscheinenden Bau ist im Westen ein ca. 35 Meter hoher Glockenturm vorgestellt, der als das Wahrzeichen der Stadt Wittmund gilt, da er bereits von Weitem gesehen werden kann. Das Hauptportal findet sich an einem leicht vorspringenden Risalit im südlichen Teil des Gebäudes und bildet mit seinem Äquivalent auf der anderen Seite einen Querschiff-artigen Fortsatz. Das Portal wird von Dekor aus Sandstein gerahmt, darüber befinden sich die Inschrift „Herr dein Wort ist die Wahrheit, lass es sein eine Leuchte unsern Füßen“ und die Zahl 1775, die das Jahr angibt, in dem mit dem Bau der Kirche begonnen wurde. Darüber wiederum liegt ein kleines Fenster, dessen oberes Ende mit denen der anderen fünf Fenster auf dieser Seite des Gebäudes abschließt.
Der risalitartige Vorsprung, an dem das Hauptportal liegt, verfügt über ein eigenes kurzes Satteldach, unter dessen Giebel sich ein kleiner Okulus befindet. Ein weiterer Nebeneingang befindet sich im Westen an der südlichen Seite des Glockenturms. An diesem sind etwa in Höhe des Kirchendaches an der nördlichen, südlichen und westlichen Seite Schalllöcher eingelassen, die für einen besseren Klang der Glocken sorgen sollen. Der untere Backsteinbau trägt etwa in einer Höhe von 22 Metern einen vierseitig abgerundeten Aufsatz, der mit Kupferplatten gedeckt ist. An allen vier Seiten befindet sich hier jeweils ein quadratisches Zifferblatt mit vergoldeten Zeigern und römischen Ziffern. Über dem kupfernen Aufsatz liegt eine Plattform aus Holz, auf der sich ein hölzerner weißer Pavillon, eine sogenannte durchbrochene Laterne mit vier seitlichen Säulen erhebt. Seinen Abschluss findet der Turm in einem ebenfalls mit Kupferplatten belegten und leicht geschwungenen Zeltdach, das von einer goldenen Kugel und einem Schwan bekrönt wird.
Rechts neben dem Hauptportal der Kirche befindet sich ein historisch bedeutsamer Höhenfestpunkt. Höhenfestpunkte dienen der Bestimmung des örtlichen Höhenniveaus in Bezug auf den Meeresspiegel und sind bei der Planungen von Bauwerken, Straßen sowie Gewässern von Bedeutung. Die Höhenmarke an der Kirche wurde im Rahmen der Königlich Preußischen Landesaufnahme in den Jahren 1868 bis 1894 bestimmt und war ein wichtiger Ausgangspunkt für Höhenvermessungen in Ostfriesland. Die Oberkante der Höhenmarke hat heute eine Höhe von 8,312 Meter über NHN.

## Ausstattung
Betritt man das Innere der Kirche, so fallen einem sofort die rosa getünchten Wände und die weißen Emporen auf, die den Raum an der nördlichen, südlichen und westlichen Seite umschließen. Nach oben auf die Emporen gelangt man zum einen über zwei Treppen im westlichen Teil der Kirche, vor dem Übergang zum Glockenturm, und über eine schmale Stiege, die direkt gegenüber dem Hauptportal liegt.
Im Osten des von einem hölzernen Tonnengewölbe überspannten Saales befindet sich der etwas erhöhte Chor mit dem Altar und der unmittelbar dahinter liegenden Kanzel. Beide sind durch einen hölzernen Aufbau mit wertvollen Schnitzereien miteinander verbunden und bilden so eine zusammengeschlossene Einheit. Der heutige Altar stammt aus dem Jahr 1653 und wurde von dem damaligen Drost Enno Arend von Weihen gespendet, der angefügte vierflächige barocke Kanzelkorb wurde im Jahr 1667 von dem Meister Heinrich Jülfs für die alte Nicolaikirche gebaut. Der obere Rand der Kanzel ist eingefasst von den Worten „Anno 1667 hat M. Haio Lübbertus Fulfes zu Gottes Ehren und Zirat […]“. Auch am unteren Rand ist eine Inschrift zu lesen: „Rufe getrost schone nicht erhebe deine Stimme wie ein […]“ Die Unvollständigkeit des Textes lässt vermuten, dass der ursprüngliche Kanzelumfang verkleinert worden ist. Über dem Kanzelkorb befindet sich zur Verbesserung der Akustik ein Schalldeckel, dessen ursprünglich sechseckige Form bei der letzten Renovierung wiederhergestellt werden konnte und der einzelne Stilmerkmale des Rokoko aufweist.
Vor dem Altar stehen neben den Stufen zwei alte Kniebänke, die noch aus der Vorgängerkirche, der ersten Nicolaikirche stammen und vermutlich von einem Ehepaar aus Nenndorf gestiftet wurden. Auf der linken steht:

„Johann Evers
Johannes 6, V. 35
Ich bin das Brot des Lebens. Wer
zu mir kommt, dem wird nicht
hungern“

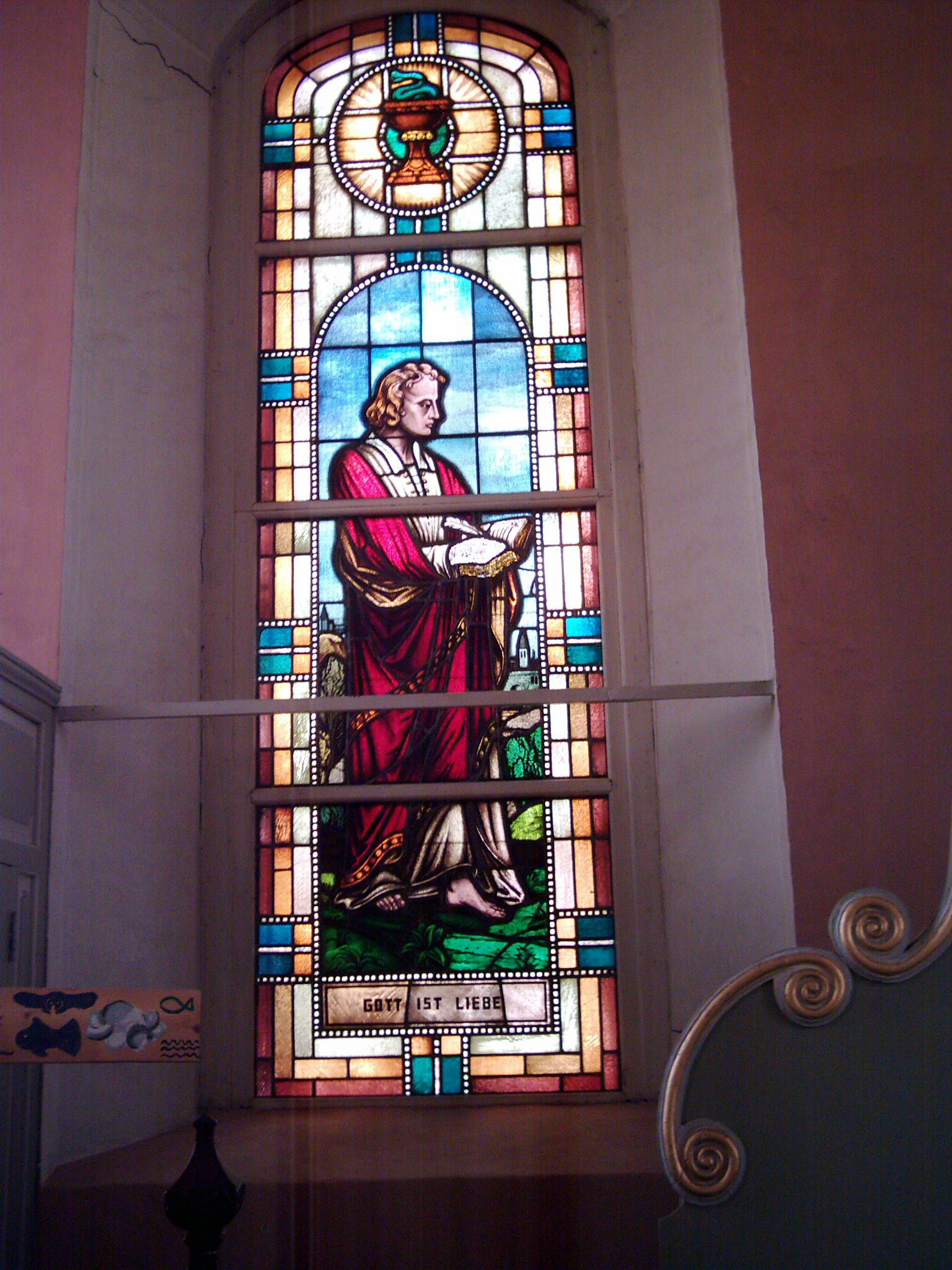
Der Jünger Johannes auf dem linken Fenster

Auf der rechten Bank sieht man die Gravur:

„Heilewich Evers
Johan.: 7, V. 37
Wen da durstet, der komme zu
mir und trinke
1653“

In die östliche Wand sind seitlich der Altar-Kanzel-Konstruktion zwei buntverglaste Fenster eingelassen, die am zweiten Januar 1936 durch den Malermeister Otto Holtkamp fertiggestellt wurden. Das linke zeigt in farbenprächtiger Ausführung den noch bartlosen Evangelisten Johannes von der Seite, bekleidet mit einem roten Mantel, wie er mit einer Schreibfeder in die Bibel schreibt, die er in seiner linken Hand hält. Zu seinen nackten Füßen befindet sich die Inschrift „Gott ist Liebe“ aus dem ersten Johannesbrief, Vers 16 Kapitel 4. Über Johannes befindet sich im Vordergrund eines Kreuzes sein Attribut: ein Kelch, aus dem sich eine Schlange erhebt.
Auf dem rechten Fenster ist frontal der Apostel Petrus zu sehen, der in ein mehrlagiges, buntes Gewand gekleidet ist. Als Jünger Jesu soll er als erster erkannt haben, wer der Gekreuzigte war. „Du bist Christus, des lebendigen Gottes Sohn“. In seinen Händen hält er sein Attribut, die Schlüssel des Himmelreiches. Zu seinen Füßen steht der Satz „Auf diesen Felsen baue ich meine Gemeinde“. Über ihm befindet sich in einem runden Feld die Taube mit dem Ölzweig, Noahs Rettung.

## Orgel

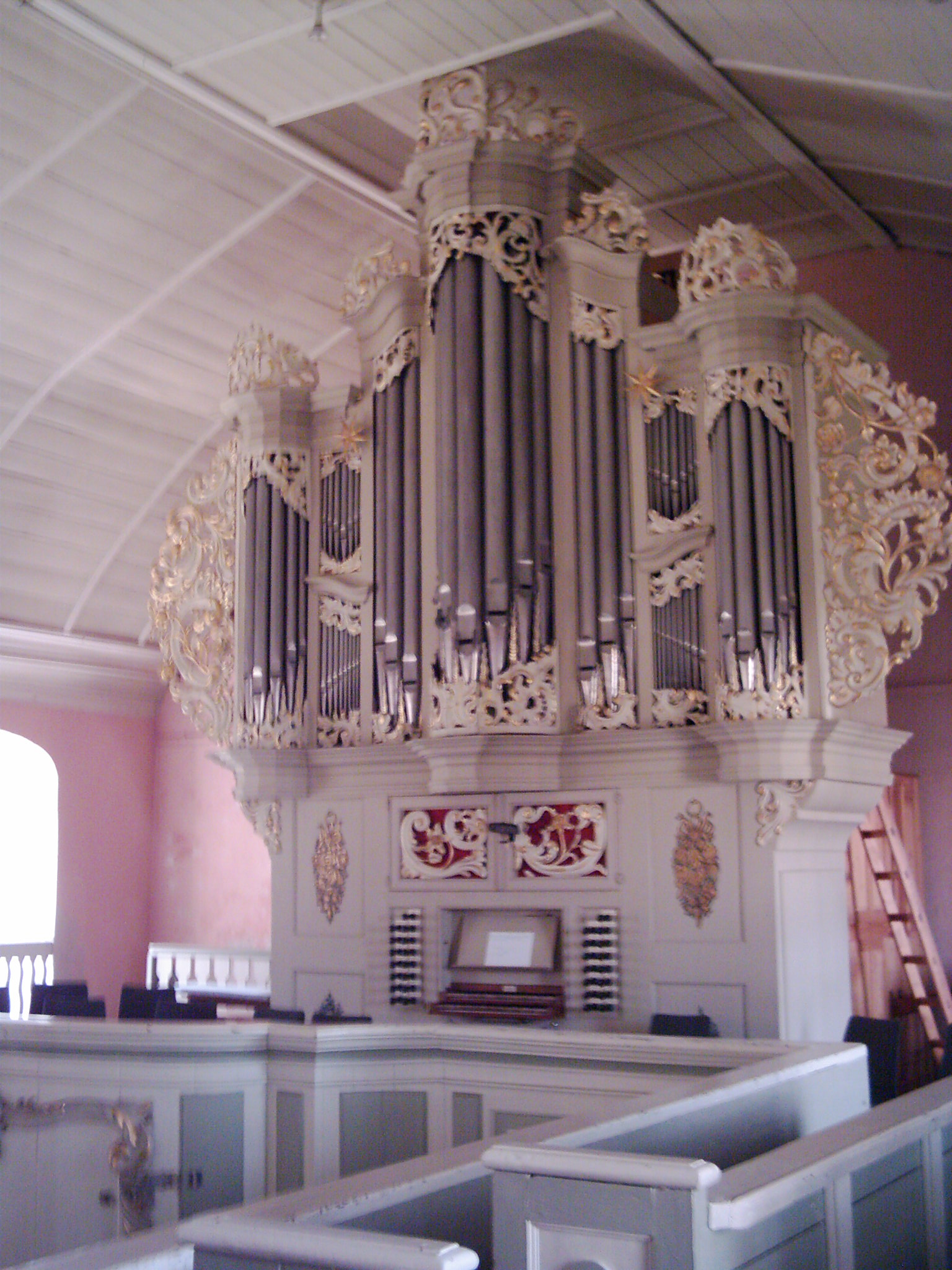
Blick auf die Orgel auf der westlichen Empore

Im Westen befindet sich oben auf der Empore die zuletzt 2006 von Bartelt Immer renovierte Orgel, die Hinrich Just Müller 1776 erbaute. Dieses Kircheninstrument mit Rokokogehäuse steht hier bereits seit dem Neubau der Nicolaikirche im Jahr 1776, wurde seitdem aber mehrfach erneuert, erweitert und umgebaut, insbesondere 1882 durch Johann Martin Schmid und 1936 durch Alfred Führer, bis es schließlich zu einem Neubau mit dem Ziel einer weitgehenden Rekonstruktion unter Verwendung aller noch vorhandenen historischen Teile kam, der 1981–1984 wiederum von der Werkstatt Alfred Führer (Leitung: Fritz Schild) durchgeführt wurde. Von Müller ist außer Windladen vor allem noch der originale Prospekt erhalten, aus der Vorgängerorgel von Arp Schnitger möglicherweise noch ein Register.
| I Hauptwerk C–e3 |                 |     |   |
| 1.               | Principal       | 8′  |   |
| 2.               | Bordun          | 16′ |   |
| 3.               | Viola di Gamba  | 8′  |   |
| 4.               | Rohrflöte       | 8′  |   |
| 5.               | Oktave          | 4′  |   |
| 6.               | Spitzflöte      | 4′  |   |
| 7.               | Oktave          | 2′  |   |
| 8.               | Sesquialtera II |     |   |
| 9.               | Mixtur III      | 1′  |   |
| 10.              | Vox humana      | 8′  |   |
| 11.              | Dulcian B/D     | 16′ |   |
| 12.              | Trompete B/D    | 8′  |   |
|                  | Cimbelsterne    |     | M |

| II Brustwerk C–e3 |             |      |   |
| 13.               | Gedackt     | 8′   | S |
| 14.               | Flöte       | 4′   |   |
| 15.               | Nasard      | 3′   |   |
| 16.               | Gemshorn    | 2′   |   |
| 17.               | Scharff III | 1⁄2′ |   |
| 18.               | Oboe        | 8′   |   |
| 19.               | Schalmey    | 4′   |   |
|                   | Tremulant   |      |   |

| Pedal C–f1 |           |     |
| 20.        | Subbass   | 16′ |
| 21.        | Oktave    | 8′  |
| 22.        | Oktave    | 4′  |
| 23.        | Mixtur IV | 2′  |
| 24.        | Posaune   | 16′ |
| 25.        | Trompete  | 8′  |

- Koppeln: Manual-Schiebekoppel, Pedalkoppel

Anmerkungen
S = Arp Schnitger (1684/85)
M = Hinrich Just Müller (1775/76)

## Kirchplatz

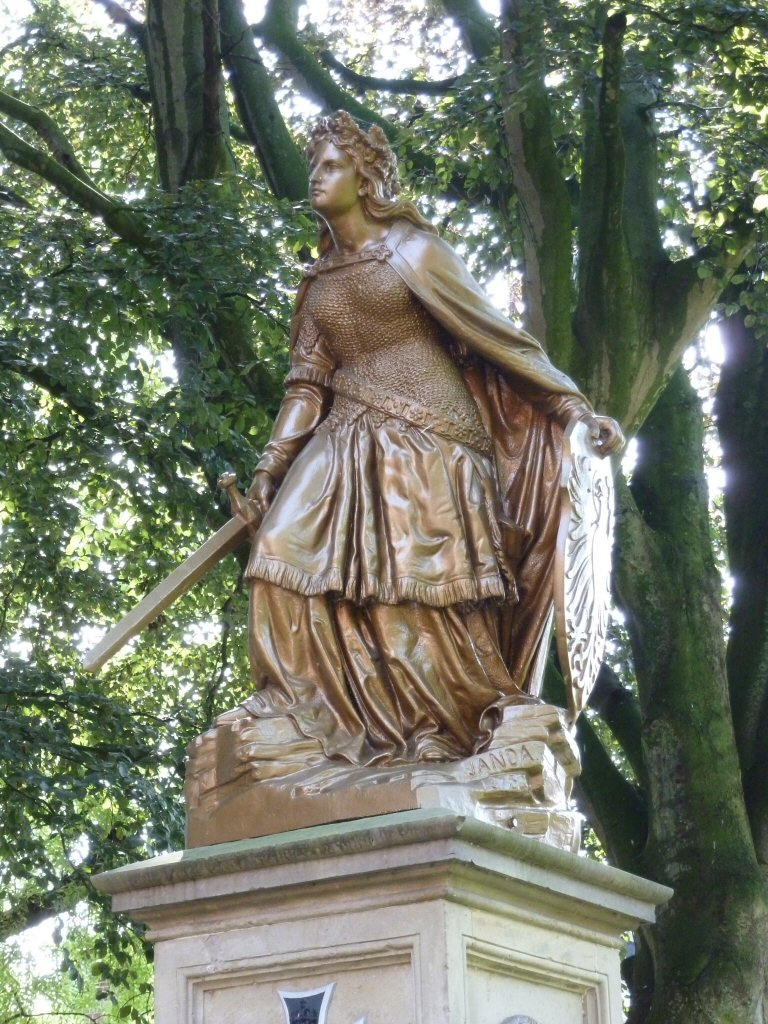
Germania-Denkmal auf dem Kirchplatz

Der Wittmunder Kirchplatz mit den Kirchenbauten liegt auf einer Warft auf Geestgrund und bildet so den höchsten Punkt der Stadt. Dies war vor allem früher von Bedeutung, wenn sich die Bevölkerung vor Hochwasser und Ähnlichem schützen, und so in die Kirche flüchten musste. Es wurden bereits Vermutungen angestellt, dass sich der heutige Kirchplatz auf einem ehemaligen heidnischen Thingplatz der alten Germanen befände, jedoch gibt es dafür bislang keine Belege.
Am Fuße des Hügels, auf dem die Nicolaikirche steht, befinden sich im Norden die Norder-, im Osten die Burg-, im Süden die Drosten- und im Westen die Kirchstraße. Diese bilden auch heute noch ein Viereck, das den gesamten Kirchplatz umschließt und wohl auch den früheren Verlauf des etwa vier Meter tiefen Burggrabens wiedergibt. Im Mittelalter befand sich vermutlich direkt neben der Kirche der örtliche Friedhof, der nun an der Auricher-Straße zu finden ist. Hiervon zeugen noch zwei große Grabsteine, die im Osten vor der Kirche liegen.
Direkt gegenüber dem Hauptportal befindet sich ein monumentales Denkmal zum Gedenken an die Gefallenen im Deutsch-Französischen Krieg 1870/71. Auf einem Sockel steht die vom bekannten klassizistischen Bildhauer Johannes Janda, (Schüler von Daniel Rauch) geschaffene Figur der Germania, der Personifikation Deutschlands, die in deutlich kriegerischer Pose dargestellt wird. In den siebziger Jahren wurden das Schwert und der Schild gewaltsam abmontiert, sind später aber auf dem Dachboden der Friedhofskapelle wiederaufgefunden worden. Vor kurzem wurde die gesamte Statue nun restauriert und die Germania erhielt ihre Attribute zurück.